# Super Vidéo CD
Le Super Vidéo CD, SVCD ou Super VCD est un support vidéo numérique dérivé du Vidéo CD (VCD), offrant une meilleure résolution et donc, une qualité vidéo supérieure. De l'anglais Super Video CD, le SVCD est un standard développé en 1998 notamment par Sony, Philips, Matsushita et JVC. 

## Historique
Le SVCD est le successeur du format VCD, lequel est basé sur l'encodage MPEG-1. Le SVCD contient un flux vidéo MPEG-2 et un flux sonore MPEG-1 ou MPEG-2 (Fait à noter, le son 5.1 est disponible lorsque encodé en MPEG-2).  Le taux d'échantillonnage est en temps normal plus imposant que celui du VCD.  Au contraire du VCD, le SVCD ne spécifie pas de taux d'échantillonnage à taille spécifique, ce qui fait qu'un disque SVCD peut contenir en temps normal entre 35 et 40 minutes alors qu'en réduisant le taux d'échantillonnage, il est possible d'inclure jusqu'à 74 minutes de vidéo.  

## Avantages
- Le SVCD peut contenir de multiples flux audio.  Ainsi il est possible de rendre disponible plusieurs langages sur un même disque (tout comme un DVD)

- Il peut contenir des sous-titres
- Il peut contenir des images
- Il peut contenir des menus hiérarchiques
- Il peut contenir des chapitres
- Il peut contenir des liens hypertextes

## Archivage
Tout comme les CD audio et les VCD, le SVCD requiert une technique spécifique quant à la gravure sur un média.  Heureusement, la plupart des logiciels de gravure prennent en charge le SVCD, ce qui simplifie grandement la procédure.

## Détails techniques
La résolution vidéo du SVCD est bien plus élevée que celle du VCD :
- En mode PAL : 480×576 pour 25 images par seconde
- En mode NTSC : 480×480 pour 29,97 images par seconde

Autres caractéristiques :
- Débit vidéo maximum : 2 600 kbit/s
- Débit audio : 32 - 384 kbit/s
- Jusqu'à 2 pistes audio en stéréo et 4 en mono
- Jusqu'à 4 sous-titres sélectionnables
- Qualité d'image : entre le VCD et le DVD.
- Temps d'enregistrement : entre 35 et 74 min.

## Une alternative
La plupart des lecteurs DVD contemporains sont compatibles avec le SVCD ce qui en fait une alternative par rapport à certains formats tels que le DivX pour archiver les DVD.
Plusieurs studios asiatiques, notamment à Hong Kong, Taïwan et en Chine, distribuent leurs films sous format SVCD.